# Атаманчук Микола Олександрович
Атаманчук Микола Олександрович (нар. 5 березня 1941, село Бовсуни Лугинського району Житомирської області) — український поет, письменник, сатирик, гуморист, редактор, публіцист і краєзнавець. Член Національної спілки журналістів України.

## Біографія
Микола Атаманчук народився 5 березня 1941 року в селі Бовсуни Лугинського району Житомирської області в сім'ї колгоспників. У 1958 році закінчив Лугинську загальноосвітню школу. Середню спеціальну освіту здобув у Коростишівському педагогічному училищі (1959—1962 рр). Після навчання працював учителем у селі Комарів на Буковині, а з 1965 року — в селі Мединівка Коростенського району Житомирської області. 
У 1966 році вступив на заочне відділення Житомирського державного педагогічного інституту імені Івана Франка. З 1967 року обіймав посаду завідувача відділу сільського господарства в редакції Лугинського тижневика «Промінь». Також виконував обов'язки відповідального секретаря та заступника редактора газети. З 1968 до 1972 року заочно навчався на філологічному факультеті Київського національного університету імені Тараса Шевченка, а з 1976 до 1978 року здобував освіту на відділенні журналістики Вищої партійної школи при ЦК Компартії України. З 1978 до 1991 року був редактором Народицького районного тижневика «Жовтневі зорі» (нині «Життя і слово»). Згодом переїхав до Києва, де з 1992 року працював редактором відділу та спеціальним кореспондентом газети «Вісті Центральної спілки споживчих товариств України». З 2003 до 2005 року обіймав посаду редактора всеукраїнської громадсько-політичної газети «Житичі». Після завершення журналістської кар'єри переїхав до Житомира, де продовжив займатися творчістю.

## Творчість
Перші творчі спроби Микола Атаманчук здійснював під час навчання у Коростишівському педучилищі (писав оповідання та вірші). Під час роботи в редакції Народицької газети «Жовтневі зорі» Микола Атаманчук весь свій вільний час присвячував творчості: вивчав історію Житомирщини, писав краєзнавчі нариси та публіцистичні статті на історичну тематику. Після аварії на Чорнобильській АЕС Микола Олександрович висвітлював реальну інформацію про радіаційну обстановку в районі на сторінках «Жовтневих зір» (публікації «На червоне світло», «Патріоти чи вороги?», «Справа самих потопаючих?», «Куди переселятися?» тощо). Думки Атаманчука стосовно Чорнобильської трагедії вилились у документальну повість «Під гнітом радіації», яка також вийшла друком у тижневику.
Микола Атаманчук — автор поетичних збірок «Прикмети», «Жива роса», «Отчина», «Рідні околи», сатиричних і гумористичних видань «То що ж ми маємо?», «Навсправжки і жартома», «Не журись!», автобіографічної повісті «Мовою душі» і в співавторстві — художньо-документальних книг «Поклонімося подвигу», «Ними пишається Лугинщина», «Земля Лугів».